# 卢埃纳 (坎塔布里亚)
卢埃纳，是西班牙坎塔布里亚的一个市镇。总面积91平方公里，总人口872人（2001年），人口密度10人/平方公里。